# Jeugdstrafrecht (Nederland)
Het jeugdstrafrecht is het geheel aan bijzondere wetten, procedures, autoriteiten en instanties die bedoeld zijn om jeugdigen, die verdacht worden van het plegen van een strafbaar feit, te vervolgen of berechten. Het jeugdstrafrecht omvat specifiek (aparte) regels van strafprocesrecht, materieel strafrecht en strafrechtelijk sanctierecht die afwijken van de gebruikelijke regels in het commune strafrecht voor volwassenen.
Het Nederlandse Wetboek van Strafrecht kent sinds 1905 een apart jeugdstrafrecht met bijzondere sanctiebepalingen voor jeugdigen, maar de eerste aparte strafrechtelijke regels voor jeugdigen in het Nederlands strafrecht waren te vinden in het Crimineel Wetboek voor het Koningrijk Holland (1809) en de Code pénal (1811).
Sinds 1965 is in Nederland de minimumleeftijd voor strafrechtelijke aansprakelijkheid twaalf jaar. De maximumleeftijd voor toepassing van het jeugdstrafrecht is variabel. Op zestien- en zeventienjarigen kan het volwassenensanctierecht worden toegepast als de rechter daartoe aanleiding ziet op grond van de ernst van het feit, de persoonlijkheid van de jeugdige of de omstandigheden waaronder het feit is gepleegd. Met de invoering van de Wet adolescentenstrafrecht in 2014 komen jongvolwassenen van achttien tot tweeëntwintig jaar op basis van hun persoonlijkheid of de omstandigheden waaronder het feit is gepleegd in aanmerking voor toepassing van het jeugdsanctierecht. Vanaf drieëntwintig jaar geldt de volledige strafrechtelijke aansprakelijkheid van het volwassenenstrafrecht.

## Geschiedenis van het Nederlandse jeugdstrafrecht
Tot het begin van de 19e eeuw kende het Nederlandse recht geen apart jeugdstrafrecht. In het Romeinse recht gold dat kinderen onder de zeven jaar (infantes) niet konden worden gestraft. Voor de impuber (zeven- tot veertienjarige) moest eerst vastgesteld worden of deze doli capax was. Als dit het geval was werd hij als volwassene gestraft. Onder het Germaans recht werd een jeugdige van onder de twaalf niet aansprakelijk geacht. Ondertussen kwam in het canoniek recht de gedachte op dat een jeugdige tussen de zeven en veertien jaar die doli capax was lichter gestraft diende te worden dan een volwassene. Ook in het oudvaderlandse recht gold een minimumleeftijd waaronder de jeugdige geacht werd niet strafrechtelijk aansprakelijk te zijn. Deze minimumleeftijd varieerde tussen de tien en de veertien jaar. Jeugdigen die boven die leeftijd een strafbaar feit pleegden waren in beginsel onderhevig aan dezelfde straffen als volwassenen.
Dit veranderde met de komst van het Crimineel Wetboek in 1809, het eerste nationale strafwetboek. Het wetboek bepaalde dat kinderen die onder de twaalf jaar een strafbaar feit pleegden niet strafrechtelijk konden worden gestraft. Jeugdigen die tussen de twaalf en vijftien jaar een delict begingen konden (ook zonder vonnis) door de rechter getuchtigd worden met maximaal twee maanden opsluiting, of zij konden een kinderlijke straf opgelegd krijgen. Het wetboek maakte echter niet duidelijk wat er bedoeld werd met ‘kinderlijke straffen’. Bij jeugdigen die tussen de vijftien en achttien jaar een strafbaar feit begingen kon de rechter een, in vergelijking met volwassenen, lichtere straf opleggen.

### Code pénal 1811
Het Crimineel Wetboek heeft niet lang gegolden in Nederland. Het werd in 1811 vervangen door de Code pénal van Napoleon (C.P.). De Code bevatte een eigen regeling voor jeugdigen. De bovengrens van achttien jaar die in het Crimineel Wetboek had gegolden, werd verlaagd naar zestien jaar. De ondergrens van twaalf jaar verviel helemaal. In de plaats daarvan kwam het 'oordeel des onderscheids', het oordeel van de rechter of de jeugdige besefte wat hij of zij had gedaan. Had de jeugdige onder de zestien zonder dit oordeel des onderscheids gehandeld, dan werd hij vrijgesproken. Hij kon dan aan zijn familie worden teruggegeven of tot zijn twintigste in een verbeterhuis worden geplaatst.
Indien de jeugdige wel met het oordeel des onderscheids had gehandeld, kreeg hij strafvermindering. De doodstraf, eeuwige dwangarbeid en wegvoering naar een oord van ballingschap werden omgezet in een tien- tot twintigjarige gevangenzetting in een verbeterhuis. Stond op het feit de straf van dwangarbeid voor een bepaalde tijd of een tuchthuisstraf, dan werd deze vervangen door gevangenzetting in een verbeterhuis die minimaal een derde, en maximaal de helft, van de normale duur van de straf duurde. Daarnaast werden jeugdigen onder het 'toezigt der hooge policie' gesteld voor een periode van vijf tot tien jaar. Hoewel jeugdigen volgens de C.P. in verbeterhuizen werden geplaatst, bestonden deze nog niet in 1811. Jeugdigen werden in de gewone tuchthuizen geplaatst, tussen de volwassen veroordeelde mannen en vrouwen. Pas in 1825 werd, op aandringen van het Genootschap tot Zedelijke Verbetering der Gevangenen, de eerste jeugdafdeling in een tuchthuis geopend. In 1833 volgde de eerste gevangenis voor jongens (in Rotterdam) en in 1836 kwam er een meisjesgevangenis in Amsterdam. Beide gevangenissen hadden echter maar een beperkt aantal plekken, zodat jeugdigen nog steeds bij volwassenen werden geplaatst. Bij de plaatsing in een verbeterhuis kregen jeugdigen die zonder het oordeel des onderscheids hadden gehandeld voorrang. Dit leidde er in de praktijk echter toe dat rechters beslisten dat een jeugdige zonder dit oordeel had gehandeld, ook al had deze dat wel gedaan. In 1857 kwam hier een einde aan, doordat deze jeugdigen in ‘huizen van verbetering en opvoeding’ werden geplaatst.

#### De zaak van de Zeeuwse meisjes
In de praktijk bleek dat het ontbreken van een ondergrens en de toepassing van het oordeel des onderscheids door de rechter niet altijd tot een billijke uitkomst leidde. Berucht is de zaak van de Zeeuwse meisjes uit 1868. Het betrof twee zusjes, van negen en vijf jaar, die verdacht werden van gekwalificeerde diefstal in vereniging in een woonhuis waarbij zeventien en een halve gulden, een doos met kindergoed, een doos met naaigerei en diverse losse zaken van geringe waarde buit werden gemaakt. Ter terechtzitting bekende de negenjarige Maria – haar vijfjarige zusje Geertje was niet ter terechtzitting verschenen omdat de rechtbank, op twintig kilometer loopafstand, te ver voor haar was om te voet af te leggen – het geld samen met haar zusje gestolen te hebben om daarvan snoep te kopen. Het kwam beide zusjes op een gevangenzetting van zeven en een half jaar te staan, omdat de rechters het oordeel des onderscheids aannamen. De zaak leidde tot een storm van verontwaardiging. De kritiek richtte zich voornamelijk op het ontbreken van een motivering voor het aannemen van het oordeel des onderscheids, en op het feit dat de rechtbank de vijfjarige Geertje niet eens zelf had gezien. Maria en Geertje kregen uiteindelijk in 1870 gratie. De veroordeling van zeer jonge kinderen bleek echter geen unicum. Nog in 1878 werd gratie verleend aan twee kinderen van acht en negen jaar, die vanwege het stelen van 18 of 19 centen veroordeeld waren tot de maximale gevangenzetting van zeven en een half jaar.

### Wetboek van Strafrecht 1886
Bij de vervanging van de Code pénal werd, vanwege de veroordelingen van jonge kinderen 'die in strijd bleken te zijn met de algemeene regtsovertuiging', weer een minimumleeftijd voor strafrechtelijke aansprakelijkheid geïntroduceerd. De regering had zich mede laten inspireren door het nieuwe Duitse wetboek, dat een leeftijdsgrens van twaalf jaar kende. De Pruisische regering had een psychologisch advies ingewonnen met betrekking tot de leeftijdsgrenzen voor strafrechtelijke aansprakelijkheid en daar was uit gekomen dat kinderen onder de tien of twaalf jaar geen vrije wilsbepaling kennen. Zij werden geacht geen inzicht te hebben in het verschil tussen goed of kwaad, geoorloofd of ongeoorloofd en recht of onrecht. De Nederlandse regering hield een slag om de arm door de ondergrens op tien jaar te stellen.
Voor kinderen tussen de tien en zestien jaar oud moest, om strafbaar te zijn, nog steeds met oordeel des onderscheids gehandeld zijn. Had de jeugdige met dat oordeel gehandeld, dan werd de maximaal op te leggen straf met een derde verminderd. De levenslange gevangenisstraf werd voor hen gemaximeerd op vijftien jaar. Geen straf werd opgelegd als het kind zonder oordeel des onderscheids had gehandeld. Wel kon de rechter bepalen dat het kind in een rijksopvoedingsgesticht werd geplaatst. De rechter kon bovendien de vader, voogd of curator, die samen met de jeugdige een misdrijf had gepleegd, uit het vaderschap, de voogdij of het curatorschap ontzetten. Het betrof een strafrechtelijke maatregel, omdat er in 1886 nog geen civielrechtelijke mogelijkheid was om ouders uit de ouderlijke macht te ontzetten.

### Kinderwetten van 1905
In het laatste decennium van de 19e eeuw nam de bezorgdheid over de zedelijke en maatschappelijke teloorgang van de jeugd steeds verder toe. Onder de vigeur van de Moderne Richting maakte de vergeldingsgedachte in het jeugdstrafrecht ruimte voor de opvoedinggedachte. Niet door zwaar straffen, maar door heropvoeding moest de ontspoorde jeugd weer op het rechte pad gebracht worden. In 1897 diende minister van Justitie Van der Kaay een wetsontwerp in dat het mogelijk moest maken om vaders (en voogden) op civielrechtelijke titel te ontzetten uit de vaderlijke macht of voogdij. In 1897 volgde Cort van der Linden hem op als minister van Justitie. Deze trok het wetsvoorstel in, om vervolgens een jaar later drie nieuwe wetsvoorstellen in te dienen. Het betrof een voorstel tot wijziging van het Burgerlijk Wetboek dat de basis zou vormen voor het nieuwe kinderbeschermingsrecht. Daarnaast bevatte het een wetsvoorstel tot wijziging van het Wetboek van Strafrecht en het Wetboek van Strafvordering voor een geheel nieuw jeugdstrafrecht en een voorstel voor een Kinderbeginselenwet voor de tenuitvoerlegging van jeugdsancties. De wetsvoorstellen werden in 1901 aangenomen en traden op 1 december 1905 in werking.
De strafrechtelijke kinderwet was een revolutionaire wijziging voor het jeugdstrafrecht. Voor het eerst kregen jeugdige delinquenten niet slechts strafvermindering ten opzichte van het volwassenenstrafrecht, maar werd er een specifiek op de jeugdige afgestemd sanctiepakket ingevoerd dat zowel op tuchtiging als op heropvoeding was gericht. Het oordeel des onderscheids werd afgeschaft, de strafrechtelijke bovengrens werd verhoogd naar achttien jaar, en er werden specifieke jeugdstraffen ingevoerd zoals de berisping, terbeschikkingstelling van de regering (jeugd-tbr) en plaatsing in een tuchtschool. De jeugd-tbr werd ook wel dwangopvoeding genoemd en was een beveiligingsmaatregel. De tuchtschoolstraf was een vrijheidsbenemende straf van minimaal één maand tot maximaal één jaar (zes maanden voor jeugdigen tot veertien jaar). De strafrechtelijke ondergrens werd in het geheel geschrapt, omdat men het onjuist vond om niet te reageren op strafrechtelijk gedrag van de jeugdige. Bovendien had de rechter nu ook een uitgebreid repertoire aan sancties ter beschikking om een aanpak op maat te bieden. Zo kon de rechter ervoor kiezen om de jeugdige wel strafbaar te verklaren, maar hem zonder toepassing van straf aan zijn ouders terug te geven. Ook in het strafprocesrecht werden aparte regels voor de berechting van jeugdigen geïntroduceerd: de behandeling van de strafzaak diende achter gesloten deuren plaats te vinden, de jeugdige kreeg het recht op bijstand van een advocaat, het onderzoek naar de persoonlijkheid en leefomstandigheden van de jeugdige kreeg een vaste plek in de procedure, en de ouders of voogd werden meer bij het proces betrokken. Het volledige sanctiepakket dat de strafrechter ter beschikking had om jeugdigen te straffen bestond in 1905 uit: de teruggave aan de ouders zonder oplegging van straf, de berisping, de geldboete, de plaatsing in een tuchtschool en de terbeschikkingstelling van de regering.

#### Wijzigingen tot 1965
De volgende grote wijziging van het jeugdstrafrecht zou pas in 1965 plaatshebben. In de tussenliggende periode werd vanuit de praktijk wel steeds meer de behoefte gevoeld aan speciale jeugdinstellingen. Een van de eerste veranderingen was de oprichting van verschillende bureaus kinderpolitie bij de afdelingen van de gemeentepolitie. De kinderpolitie hield zich voornamelijk bezig met kleine overtredingen gepleegd door jeugdigen. Op 1 november 1922 trad een wetswijziging in werking die de kinderrechter en de ondertoezichtstelling (OTS) introduceerde. De kinderrechter was belast met de behandeling van civielrechtelijke kinderzaken en met jeugdstrafzaken. Bij jeugdstrafzaken fungeerde hij in één zaak als rechter-commissaris, raadkamer (voor de verlening van de voorlopige hechtenis) en enkelvoudige kamer van berechting. De gedachte hierachter was dat de kinderrechter, door opeenstapeling van rollen, effectiever zijn taak in een zaak kon uitvoeren. Bovendien werd het zo makkelijk om met betrekking tot één jeugdige te schakelen tussen de toepassing van het civiel jeugdbeschermingsrecht en het jeugdstrafrecht, waardoor een aanpak op maat kon worden gegeven.
In 1954 werd nog een andere specifieke jeugdinstelling in het jeugdstrafrecht ingevoerd, namelijk de Raad voor de Kinderbescherming. Dit gebeurde naar aanleiding van een wettelijke reorganisatie, waarbij de bestaande voogdijraden ook strafrechtelijke taken kregen. Voordat de officier van justitie tot vervolging kon overgaan, diende hij eerst informatie over de persoonlijke omstandigheden van de jeugdige bij de Raad in te winnen. Verder kreeg de Raad een adviserende functie bij de tenuitvoerlegging van de jeugd-tbr, de voorwaardelijke invrijheidstelling en het toezicht op de naleving van de voorwaarden.

### Herziening jeugdstrafrecht van 1965
In 1951 verscheen het rapport van de commissie-Overwater, die in 1948 de opdracht had gekregen om advies te geven over de verdere ontwikkeling van het rijkstucht- en opvoedingswezen en in verband daarmee het jeugdstrafrecht. De belangrijkste aanbeveling van de commissie was dat de band tussen het civiele jeugdrecht en het jeugdstrafrecht onvoldoende tot uiting kwam en dus verstevigd diende te worden. Dit rapport zou als leidraad dienen voor de integrale herziening van het jeugdstrafrecht die op 1 juli 1965 in werking trad. De wijzigingswet voorzag in de invoeging van een nieuwe titel in het Wetboek van Strafrecht – titel VIIIA – die volledig gewijd werd aan het jeugdstrafrecht. In de nieuwe titel werd weer een strafrechtelijke ondergrens van twaalf jaar geïntroduceerd. Ook kreeg de rechter de mogelijkheid om bij achttien- tot eenentwintigjarigen het jeugdsanctierecht toe te passen, indien hij daar grond toe vond in de persoonlijkheid van de dader. Nieuw was bovendien de invoering van de ondertoezichtstelling als strafmaatregel. Daarnaast werd er naast de terbeschikkingstelling van de regering een extra maatregel ingevoerd, de 'plaatsing in een inrichting voor bijzondere behandeling' (pibb). Deze maatregel was bedoeld voor jeugdigen aan wie het strafbare feit vanwege een psychische stoornis niet kon worden toegerekend. Tot slot werd de maximale duur van de tuchtschoolstraf verkort tot zes maanden en werd er een korte vrijheidsstraf, het 'arrest', ingevoerd die ten hoogste veertien dagen mocht duren. Ook werd de positie van de Raad voor de Kinderbescherming versterkt, doordat hij een duidelijk adviserende taak kreeg, onder andere met betrekking tot de voorwaardelijke veroordeling.

#### Verlaging van de meerderjarigheidsgrens
Toen op 1 januari 1988 de leeftijdsgrens voor meerderjarigheid werd verlaagd van eenentwintig naar achttien jaar, had dit ook gevolgen voor het jeugdstrafrecht. De toepassing van het jeugdstrafrecht werd losgekoppeld van het tijdstip waarop het strafbare feit werd gepleegd. Voortaan was het tijdstip waarop de vervolging aanving doorslaggevend voor de vraag of het jeugdstrafrecht moest worden toegepast. Voorts eindigden ook de ondertoezichtstelling en de jeugd-tbr bij het bereiken van de leeftijd van achttien jaar; de pibb kon wel tot het eenentwintigste jaar blijven doorlopen. Deze wijzigingen hadden tot gevolg dat het aantal opgelegde OTS-maatregelen en jeugd-tbr fors terugliep, terwijl de pibb juist vaker werd opgelegd.

### Jeugdstrafrecht van 1995
Op 1 september 1995 vond wederom een grote wijziging van het jeugdstrafrecht plaats. De basis voor deze wijziging vormde het rapport van de commissie-Anneveldt. Deze commissie kreeg als taak mee om advies te geven over drie punten. Allereerst moest zij onderzoeken in hoeverre het jeugdstrafrecht herziening behoefde, en specifiek of het jeugdstrafrecht moest worden vereenvoudigd. Daarnaast moest de commissie kijken of het bestaande sanctiepakket in overeenstemming was met de laatste inzichten en opvattingen. Tot slot kreeg zij als vraag of er behoefte was aan een afzonderlijk adolescentenstrafrecht. De belangrijkste bevinding van de commissie was dat het jeugdstrafrecht, in vergelijking met het volwassenenstrafrecht, vanwege zijn bevoogdende karakter op diverse punten minder rechtswaarborgen aan jeugdigen bood. Dit in combinatie met de toegenomen mondigheid onder jeugdigen moest er volgens de commissie toe leiden dat jeugdigen dezelfde rechtswaarborgen kregen als volwassenen. De commissie adviseerde verder tot samenvoeging van de strafrechtelijk vrijheidsbenemende sancties zodat er tot één vrijheidsbenemende straf en één vrijheidsbenemende maatregel over zou blijven. Daarnaast adviseerde zij tot afschaffing van de straf van berisping en het laten vervallen van de strafrechtelijke ondertoezichtstelling. De commissie was ook voorstander van een apart adolescentenstrafrecht, en adviseerde een flexibele grens waarbij het materiële jeugdstrafrecht op zestien- tot vierentwintigjarigen kon worden toegepast. Het logische gevolg van deze adviezen was wel dat het jeugdstrafrecht zich meer van het civiele jeugd(beschermings)recht zou verwijderen.
Het eerste wetsvoorstel nam veel van de punten van de commissie-Anneveldt over. Na de behandeling in de Tweede Kamer zijn wel nog diverse wijzigingen doorgevoerd. De als onnodig bevoogdend ervaren bepalingen werden geschrapt, evenals de berisping en de strafrechtelijke OTS. In overeenstemming met het advies van de commissie werden de tuchtschoolstraf en het arrest samengevoegd tot één vrijheidsbenemende straf: de jeugddetentie. Ook de jeugd-tbr en de plaatsing in een inrichting voor bijzondere behandeling werden in een nieuwe maatregel samengevoegd, namelijk de plaatsing in een inrichting voor jeugdigen (PIJ). De alternatieve sanctie, zoals de taakstraf toen nog heette, werd voorzien van een wettelijk grondslag en er kwam ook een extra maatregel: de ontzegging van de rijbevoegdheid. Binnen het strafprocesrecht werd de Halt-afdoening van een wettelijke basis voorzien. Voortaan kon de jeugdige verdachte in de voorfase van het opsporingsonderzoek een aanbod worden gedaan om aan dit project mee te werken. In ruil daarvoor zou worden afgezien van verdere strafvervolging. De rol van de kinderrechter veranderde ook. Zijn monopolie binnen de strafrechtelijke keten werd doorbroken – voortaan mocht hij als zittingsrechter niet ook tevens als rechter-commissaris het gerechtelijk vooronderzoek leiden of als raadkamer optreden voor de gevangenhouding van de verdachte. Daarnaast verviel het overleg tussen kinderrechter en officier van justitie over de (niet verdere) vervolging van de jeugdige. Niet alle voorstellen van de commissie-Anneveldt werden echter overgenomen: haar advies om de terechtzitting (net zoals in het volwassenenstrafrecht) openbaar te maken en het advies om de verplichte verschijning ter terechtzitting van de jeugdige te schrappen werden verworpen.

#### Wijzigingen na 1995
Na 1995 is het jeugdstrafrecht nog diverse keren gewijzigd en aangevuld. Op 1 februari 2001 werd de alternatieve sanctie omgevormd tot de taakstraf en werd zij een hoofdstraf die zelfstandig kon worden opgelegd. Op 1 september 2001 werd de geheel nieuwe Beginselenwet justitiële jeugdinrichtingen ingevoerd. Deze strekte voornamelijk tot verbetering van de rechtspositie van jeugdigen die binnen een justitiële jeugdinrichting verbleven. Op 1 februari 2008 werd de 'maatregel betreffende het gedrag van de jeugdige' (gedragsbeïnvloedende maatregel, GBM), ingevoerd. De GBM was bedoeld om het gat tussen de PIJ en een voorwaardelijke veroordeling of taakstraf op te vullen. Op 1 april 2014 trad de Wet adolescentenstrafrecht in werking. Zij voorzag in de mogelijkheid om de sanctiebepalingen voor jeugdigen ook op jongvolwassenen tot en met tweeëntwintig jaar toe te passen.

## Jeugdcriminaliteit
Een van de meest verbreide bevindingen binnen de (jeugd)criminologie is de zogenoemde age-crime curve. De age-crime curve is het algemene verschijnsel dat delinquent gedrag in de bevolking begint vanaf het twaalfde levensjaar en piekt rond de negentien jaar. Vanaf begin twintig neemt het delinquente gedrag weer langzaam af. Hoewel de age-crime curve per delict en land kan verschillen, volgt zij in Nederland wel dit algemene stramien, waarbij crimineel gedrag begint bij jonge tieners en piekt tegen het einde van de adolescentie.
De geregistreerde criminaliteit voor zowel jeugd- als volwassenenzaken is in Nederland tussen 1980 en 2003 continu gestegen. De jeugdcriminaliteit bereikte in 2005 haar hoogste punt. In dat jaar werden er 101.350 zaken met een jeugdige verdachte geregistreerd en waren er in totaal 52.860 unieke jeugdige verdachten. Vanaf 2007 begon de jeugdcriminaliteit te dalen van circa 53.000 unieke verdachten naar ongeveer 21.000 in 2016. Ook het aantal zaken waarin jeugdigen werden verdacht daalde. Van gemiddeld 1,9 zaak per jeugdige in 2007 daalde dit naar 1,5 zaak in 2016. In diezelfde periode daalde de algehele jeugdcriminaliteit sneller dan de reguliere criminaliteit. In 2007 was 20% van de geregistreerde criminaliteit afkomstig van jeugdigen, in 2016 was dit nog 12%.
Binnen de jeugdcriminaliteit vormen jongens traditioneel de grootste groep van verdachten. Ongeveer vier op de vijf jeugdige verdachten was in 2013 een jongen. Wel neemt het percentage verdachte jongens, ten opzichte van de gehele populatie verdachten, sterk af. In 2007 was hun aandeel nog 20%, in 2013 is dit gedaald naar 13%. Van oudsher zijn vermogensdelicten oververtegenwoordigd bij jeugdigen. Ook in 2016 zijn vermogensdelicten de categorie strafbare feiten waarvan jeugdigen verdacht worden (50,1%). Daarna volgen vernielingen en misdrijven tegen de openbare orde en gezag (20,7%) en op de derde plaats staan gewelds- en seksuele delicten (18,3%).
Ingedeeld naar afkomst vormen Nederlandse jeugdigen in absoluut opzicht de grootste groep verdachten in 2016, namelijk 10.950, gevolgd door Nederlanders met een niet-westerse migratieachtergrond (7.920) en tot slot Nederlanders met een westerse migratieachtergrond (1.810). Per 1000 inwoners van de betreffende bevolkingsgroep zijn in 2016 Marokkaanse jongens relatief het meest aangemerkt als verdachte (84,7 per 1000), dicht gevolgd door Antilliaanse jongens (83,8 per 1000). Voor de meisjes zijn in 2016 Antillianen relatief de grootste groep (31,7 per 1000).
|              | Jongens (2005) | Jongens (2016) | per 1000 (2005) | per 1000 (2016) | % (2005) | % (2016) |
| ------------ | -------------- | -------------- | --------------- | --------------- | -------- | -------- |
| Totaal       | 41.210         | 16.130         | 64,5            | 25              | 78       | 77,9     |
| Nederlands   | 24.920         | 8.380          | 50,3            | 17,5            | 47,1     | 40,5     |
| Westers      | 3.420          | 1.300          | 73,5            | 26,6            | 6,5      | 6,3      |
| Niet-westers | 12.830         | 6.430          | 131,6           | 57,8            | 24,3     | 31       |

Aantal unieke verdachte jongens (12-17 jaar) in 2005 en 2016, alsmede per 1000 inwoners en het percentage op de gehele jeugdcriminaliteit
|              | Meisjes (2005) | Meisjes (2016) | per 1000 (2005) | per 1000 (2016) | % (2005) | % (2016) |
| ------------ | -------------- | -------------- | --------------- | --------------- | -------- | -------- |
| Totaal       | 11.630         | 4.570          | 19              | 7,4             | 22       | 22,1     |
| Nederlands   | 7.200          | 2.570          | 15,2            | 5,6             | 13,6     | 12,4     |
| Westers      | 1.240          | 510            | 27,8            | 10,1            | 2,3      | 2,5      |
| Niet-westers | 3.180          | 1.490          | 34,8            | 14,6            | 6        | 7,2      |

Aantal unieke verdachte meisjes (12-17 jaar) in 2005 en 2016, alsmede per 1000 inwoners en het percentage van de gehele jeugdcriminaliteit
Externe link:https://www.cbs.nl/nl-nl/publicatie/2018/10/monitor-jeugdcriminaliteit-2017

## Aard van het jeugdstrafrecht
Het jeugdstrafrecht is een geprivilegieerde vorm van strafrecht, die ligt tussen de extremen van geen strafrechtelijke verantwoordelijkheid enerzijds en volledige strafrechtelijke verantwoordelijkheid (van volwassenen) anderzijds. Het is een overgangsrecht, dat wordt vormgegeven door een geleidelijke toename van de strafrechtelijke verantwoordelijkheid van de jeugdige en een geleidelijke afname van de verantwoordelijkheid van anderen, zoals ouders, voor het gedrag van de jeugdige. Dit bijzondere karakter van het jeugdstrafrecht vindt ook zijn uitwerking in de beginselen die ten grondslag liggen aan dit rechtsgebied. Het jeugdstrafrecht wordt gekenmerkt door een pedagogisch karakter, waar het belang van het kind, de beschermingsgedachte jegens de jeugdige en speciale preventie voorop staan. Beslissingen in het jeugdstrafrecht dienen in beginsel in het belang van het kind te zijn. Dit belang wordt nader ingekleurd door de beschermingsgedachte, waarbij een ander – meestal de rechter – een beslissing neemt over wat het belang van die minderjarige is. Daarbij speelt speciale preventie (het voorkomen van recidive) een voorname rol. Volgens Bartels kan speciale preventie het best gerealiseerd worden door het verbeteren van de opvoedingssituatie van de jeugdige. Dat betekent niet zonder meer dat de jeugdige niet gestraft zou mogen worden, maar dat de straf is in deze visie een middel tot gedragsbeïnvloeding van de jeugdige beoogt te zijn, eerder dan een vergelding voor het door de verdachte gepleegde vergrijp.
Het jeugdstrafrecht kent van oudsher een nauwe band met het civiele jeugd(beschermings)recht. De verwevenheid komt op tal van terreinen naar voren. Zo spelen de gecertificeerde instellingen (de voormalige bureaus Jeugdzorg) en de Raad voor de Kinderbescherming zowel in het civiele jeugdrecht als in het jeugdstrafrecht een belangrijke rol. Bij jeugdigen die de strafrechtelijke minimumleeftijd nog niet hebben bereikt, kan op crimineel gedrag uitsluitend met civiele jeugdbeschermingsmaatregelen gereageerd worden. Als de jeugdige de leeftijd van twaalf jaar heeft bereikt, kan naast civielrechtelijk ook strafrechtelijk gereageerd worden op crimineel gedrag. Jeugdige wetsovertreders kunnen bijvoorbeeld onder het toezicht van een gecertificeerde instelling geplaatst worden. Dit is mogelijk indien de kinderrechter van oordeel is dat de minderjarige zodanig opgroeit dat hij in zijn ontwikkeling ernstig wordt bedreigd, hij de noodzakelijke zorg niet (voldoende) accepteert, en het bovendien niet te verwachten valt dat de ouders deze noodzakelijke zorg binnen een overzienbare termijn zullen gaan bieden. Daarbij vormt de civiele ondertoezichtstelling een noodzakelijk sluitstuk van de jeugdreclassering. De gecertificeerde instellingen zijn ook belast met de uitvoering van de jeugdreclassering en de jeugdhulp die uit een strafrechtelijke beslissing voortvloeit. Daaronder vallen onder andere toezicht op de naleving van de bijzondere voorwaarden die verbonden zijn aan de schorsing van de voorlopige hechtenis of een voorwaardelijke veroordeling, de uitvoering van taakstraffen en het geven van begeleiding na afloop van de jeugddetentie.

## Leeftijdsgrenzen in het jeugdstrafrecht
Het jeugdstrafrecht wordt mede vormgegeven door leeftijdsgrenzen waarbinnen deze specifieke vorm van strafrecht functioneert. Allereerst gaat het om een bovengrens, een leeftijd waarboven het jeugdstrafrecht niet meer van toepassing is. Daarnaast kan er ook sprake zijn van een ondergrens, een minimumleeftijd waaronder een persoon in het geheel niet strafrechtelijk verantwoordelijk is. Die leeftijdsgrenzen zijn niet in elke tijd en op elke plek dezelfde. Volgens het Verdrag inzake de rechten van het kind dienen staten een minimumleeftijd vast te stellen 'onder welke kinderen niet in staat worden geacht een strafbaar feit te begaan', maar een specifieke leeftijdgrens wordt niet in het verdrag genoemd. In Nederland geldt sinds 1965 een minimumleeftijd van twaalf jaar. In dat jaar werd ook een flexibele maximumleeftijd ingevoerd, waarbij de rechter bij jeugdigen vanaf zestien jaar zelf kan kiezen voor toepassing van het volwassenen- of jeugdsanctierecht. Wel gold toen in beginsel de regel dat de leeftijd waarop de vervolging begon doorslaggevend was. Vanaf 1988 wordt de leeftijd van de jeugdige toen hij het feit pleegde als uitgangspunt gehanteerd.

### Minimumleeftijd
Artikel 486 van het Wetboek van Strafvordering (Sv) bepaalt dat 'niemand strafrechtelijk kan worden vervolgd wegens een feit, begaan voordat hij de leeftijd van twaalf jaren heeft bereikt.' Het betreft dit een 'wettelijk niet-weerlegbaar vermoeden van niet-toerekeningsvatbaarheid op grond van jeugdige leeftijd.' Het betreft een algemene strafuitsluitingsgrond waarop de jeugdige beneden twaalf jaar zich kan beroepen als hij vervolgd wordt vanwege een strafbaar feit. Het Openbaar Ministerie is dan niet-ontvankelijk in zijn vervolging. Het gepleegde strafbare feit blijft echter wél strafbaar. Slechts de vervolging van een minderjarige wordt uitgesloten, niet de opsporing van het strafbare feit.
Opsporingsbevoegdheden en dwangmiddelen kunnen daarom door de politie en Justitie tegen de verdachte twaalf-minner worden toegepast. Zij kunnen de jeugdige bijvoorbeeld aanhouden, fouilleren en verhoren en voorwerpen kunnen bij hem in beslag genomen worden. Het gepleegde delict is wel tevens een signaal dat er iets verkeerd gaat in de opvoeding van de jeugdige. Daarom zal de politie steeds een zorgmelding doen bij het advies- en meldpunt huiselijk geweld en kindermishandeling van Veilig Thuis. Daarnaast registreert de politie ook alle door 12-minners gepleegde criminaliteit in zijn Cliënt Volgsysteem.

### Maximumleeftijd
De bijzondere jeugdbepalingen van het Wetboek van Strafvordering zijn, op grond van artikel 488 Sv, alleen van toepassing zijn op de jeugdige die de leeftijd van achttien nog niet heeft bereikt. Het Wetboek van Strafrecht (Sr) kent een spiegelbepaling in artikel 77a. Daarin wordt het materiële jeugdstrafrecht van toepassing verklaard op de twaalf- tot achttienjarige. In artikel 77b Sr wordt vervolgens de rechter de mogelijkheid gegeven om de regels van het jeugdsanctierecht niet toe te passen op de zestien- of zeventienjarige, indien de rechter gezien 'de ernst van het begane feit', 'de persoonlijkheid van de dader' of 'de omstandigheden waaronder het feit is begaan' vindt dat een volwassenensanctie moet worden opgelegd. Het betreft zogenoemd alternatief geformuleerde gronden, dus de rechter kan op basis van één grond het jeugdsanctierecht buiten toepassing laten. Het formele jeugdstrafrecht uit het Wetboek van Strafvordering blijft echter wel van toepassing op deze jeugdigen. De rechter kan ook het jeugdsanctierecht toepassen op jongvolwassenen in de leeftijd van achttien tot tweeëntwintig jaar, op basis van 'de persoonlijkheid van de dader' of 'de omstandigheden waaronder het feit is begaan'. Ook hier betreft het weer alternatief geformuleerde gronden, dus één grond is voldoende om het jeugdsanctierecht toe te passen. Voor deze jongvolwassenen gelden echter niet de bijzondere jeugdregels van het Wetboek van Strafvordering. Dit betekent, onder andere, dat de zitting gewoon openbaar gehouden wordt.

### Onbekende leeftijd
Het is ook mogelijk dat er onduidelijkheid is over de leeftijd van de (jeugdige) verdachte. Indien er ter terechtzitting twijfel ontstaat over de vraag of de jeugdige wel of niet de leeftijd van twaalf jaar heeft bereikt, dient het Openbaar Ministerie in zijn vervolging niet-ontvankelijk te worden verklaard. Het is echter primair aan de verdachte om aannemelijk te maken dat het jeugdstrafrecht van toepassing is op hem. De officier hoeft immers alleen te bewijzen dat de verdachte het strafbare feit heeft gepleegd. Als de officier een jeugdige voor de gewone rechter dagvaard en de jeugdige slaagt erin aan te tonen dat hij nog minderjarig is, dan dient de rechter zich onbevoegd te verklaren en de zaak te verwijzen naar een kinderrechter.

## Materieel strafrecht
Het jeugdstrafrecht bestaat traditioneel uit een aangepast sanctiepakket dat van toepassing is op de jeugdige wetsovertreder. Waar de wetgever geen alternatieve bepalingen voor jeugdigen in het leven heeft geroepen gelden de regels uit het gewone strafrecht. Algemene rechtsbeginselen en bepalingen, zoals het legaliteitsbeginsel en strafbare deelneming, gelden daarom in beginsel onverkort in het jeugdstrafrecht. Naast sanctiebepalingen, algemene leerstukken en de voorwaarden voor strafbaarheid bestaat het materiële strafrecht ook uit concrete strafbaarstellingen. Ook hier geldt dat de strafbaarstellingen uit het commune strafrecht gewoon van toepassing zijn op jeugdigen. Wel zijn er, in bijzondere wetten, specifieke strafbaarstellingen voor jeugdigen te vinden. Zo is het in de Leerplichtwet 1969 strafbaar gesteld om als jeugdige de verplichting tot het regelmatig volgen van onderwijs niet na te komen, en ook de Alcoholwet kent een strafbaarstelling voor personen onder de achttien die op een voor het publiek toegankelijke plaats alcoholhoudende drank aanwezig hebben.

### Algemene bepalingen
Diverse algemene bepalingen uit het Wetboek van Strafrecht zijn niet van toepassing op het jeugdstrafrecht. Artikel 77a Sr verklaart de hoofd- en bijkomende straffen en maatregelen niet van toepassing op het jeugdstrafrecht. Daarnaast gelden de algemene bepalingen inzake voorwaardelijke veroordeling, proeftijd, voorwaardelijke invrijheidstelling en samenloop niet. In plaats daarvan gelden de bijzondere bepalingen voor jeugdigen en jongvolwassenen (artikel 77d tot en met 77hh Sr) in Titel VIIIA. Artikel 77g Sr bepaalt dat de bijzondere strafmaxima die in de afzonderlijke delicten staan niet van toepassing zijn. In de plaats daarvan gelden speciale strafmaxima per jeugdstraf. Tot slot blijkt uit artikel 77gg dat er in het jeugdstrafrecht bij poging, voorbereiding, deelneming en medeplichtigheid geen automatische strafvermindering plaatsvindt.

#### Verjaring
Naast deze afwijkingen van de algemene bepalingen kent het jeugdstrafrecht voor het recht tot strafvordering andere verjaringstermijnen. De verjaringstermijn geldt voor strafbare feiten die tijdens de jeugd zijn begaan. Zij kunnen niet middels het adolescentenstrafrecht buiten toepassing worden gelaten. Voor de vervolgingsverjaring van misdrijven geldt dat de termijn uit het commune strafrecht met de helft wordt verkort. Sinds 1 oktober 2000 geldt deze beperking niet voor zestien- en zeventienjarigen die verdacht worden van het plegen van een ernstig zedendelict jegens een minderjarige. Voor hen gelden de normale verjaringstermijnen. Voor misdrijven die niet verjaren geldt voor jeugdigen een verjaringstermijn van twintig jaar.

#### Samenloop
Ook voor samenloop van misdrijven en van overtredingen gelden afwijkende regels, immers de regels voor meerdaadse samenloop uit het commune strafrecht (art. 57 tot en met 62 Sr) zijn door artikel 77a Sr niet van toepassing verklaard. Er is sprake van meerdaadse samenloop indien de rechter meerdere feiten bewezen heeft verklaard, maar deze niet als één (voortgezette) handeling kunnen worden gezien. Voor het jeugdstrafrecht geldt dat deze feiten als één feit moeten worden aangemerkt. Dit betekent dat aan de jeugdige slechts het maximum van een jeugdstraf kan worden opgelegd. Dit is gunstig voor de jeugdige, doordat in het jeugdstrafrecht (in tegenstelling tot het commune strafrecht) geen bijzondere strafmaxima per delict gelden, maar slechts één absoluut maximum voor elke hoofdstraf. Bovendien dient de rechter bij veroordeling voor een feit dat voor een eerdere veroordeling heeft plaatsgevonden rekening te houden met die eerdere veroordeling. De maximumstraf mag in dat geval ook niet het maximum van een jeugdstraf overstijgen. Dit betekent dat een jeugdige onder de zestien bij samenloop maximaal één jaar jeugddetentie kan worden opgelegd. In alle andere gevallen kan maximaal twee jaar jeugddetentie volgen. In het commune strafrecht geldt dat bij samenloop van overtredingen de straffen onbeperkt kunnen cumuleren. Door de uitsluiting van deze bepaling in het jeugdstrafrecht geldt ook voor overtredingen het maximum van één jeugdstraf.

### Jeugdsanctierecht
Het strafrechtelijk sanctierecht omvat de door de rechter op te leggen straffen en maatregelen, de voorwaarden die in het kader van een voorwaardelijke veroordeling kunnen worden opgelegd, en hun tenuitvoerlegging. In het jeugdstrafrecht staat het pedagogische effect van de sanctie voorop. Dit verklaart ook waarom het jeugdstrafrecht, sinds 1905, veel van het commune strafrecht afwijkende jeugdsancties kent en kende.
Zo voerde de strafrechtelijke kinderwet van 1905 de teruggave aan de ouders zonder oplegging van straf in. Zij was bedoeld voor die situaties waarbij de ouders de jeugdige voldoende zouden straffen en waarbij 'de behandeling van de zaak door den rechter op zich zelve genoegzamen indruk op den schuldige maken om hem in het vervolg voorzichtig te doen zijn'. Als de rechter van mening was dat er iets meer nodig was om de jeugdige op zijn pad te houden, dan kon hij een vermanende toespraak tegen de jeugdige houden, de zogenoemde berisping. De geldboete was dezelfde als in het volwassenenstrafrecht, maar werd voor de jeugdige gemaximeerd op negentig gulden. De zwaarste straf voor jeugdigen was de plaatsing in een tuchtschool. Zij was bedoeld voor jeugdigen waarbij er sprake was van 'een gemis van weerstandvermogen en van het besef der noodzakelijkheid om zich aan tucht en regelen van orde te onderwerpen'. De tuchtschoolstraf werd ten uitvoer gelegd in speciale tuchtscholen en had een maximale duur van zes maanden voor jeugdigen tot veertien jaar en één jaar voor alle andere jeugdigen.
Als de rechter verwachtte dat een straf weinig resultaat zou bieden, maar er van de jeugdige toch gevaar voor de samenleving te duchten was, kon de rechter als maatregel de dwangopvoeding gelasten. De terbeschikkingstelling van de regering (jeugd-tbr) was bedoeld voor jeugdigen die hetzij vanwege hun karakter of vanwege hun omgeving, 'alleen door langdurige en stelselmatige opvoeding [konden] worden verbeterd.' De jeugd-tbr kon worden opgelegd tot het bereiken van de meerderjarigheid (destijds eenentwintig jaar) en werd in beginsel ten uitvoer gelegd in een rijksopvoedingsgesticht. De mogelijkheid bestond om deze zogenoemde 'regeringskinderen' over te plaatsen naar een particuliere inrichting die in beginsel bedoeld was voor civielrechtelijk geplaatste jeugdigen (de 'voogdijkinderen'). Omgekeerd konden lastig opvoedbare voogdijkinderen in een rijksopvoedingsgesticht geplaatst worden.
In 1965 werd het arsenaal van jeugdsancties aangevuld met het arrest, een korte vrijheidsstraf tot veertien dagen, en de plaatsing in een inrichting voor bijzondere behandeling, bedoeld voor jeugdigen die leden aan een psychische stoornis. In 1995 verdwenen de berisping en de teruggave van de jeugdige. De berisping had in de praktijk aan belang ingeboet en voor de teruggave kwam het algemeen rechterlijk pardon in de plaats. Voortaan was er ook nog maar één vrijheidsbenemende straf (de jeugddetentie). De jeugd-tbr en pibb werden samengevoegd tot de plaatsing in een inrichting voor jeugdigen (PIJ) en de alternatieve sanctie in de vorm van een leer- of werkstraf (tegenwoordig bekend als de taakstraf) werd ingevoerd. In 2008 werd vervolgens de laatste telg in de familie van jeugdsancties geïntroduceerd: de maatregel betreffende het gedrag van de jeugdige (gedragsbeïnvloedende maatregel, GBM). Zij was bedoeld om het gat tussen voorwaardelijke jeugddetentie en de PIJ-maatregel te dichten. Sinds 1 april 2012 kent het Nederlandse Wetboek van Strafrecht daarom als sancties: de jeugddetentie, de taakstraf (werk- en/of leerstraf); de geldboete; de verbeurdverklaring; de ontzegging van de bevoegdheid motorrijtuigen te besturen; de plaatsing in een inrichting voor jeugdigen; de maatregel betreffende het gedrag van de jeugdige; de onttrekking aan het verkeer; de ontneming van wederrechtelijk verkregen voordeel; de schadevergoedingsmaatregel, en; de vrijheidsbeperkende maatregel.

#### Voorwaardelijke veroordeling
De voorwaardelijke veroordeling werd reeds in 1905 in het jeugdstrafrecht ingevoerd. Zij gold destijds uitsluitend voor de tuchtschoolstraf. In 1965 werd het ook mogelijk om de geldboete en de jeugdmaatregelen voorwaardelijk op te leggen. In 1995 kwam daar de PIJ-maatregel bij en in 2008 volgde de GBM. Omdat een gedeeltelijk voorwaardelijke oplegging van de PIJ-maatregel onwenselijk werd geacht – de duur van de PIJ wordt immers niet per vonnis, maar juist bij wet geregeld – werd deze mogelijkheid in 2012 geschrapt. Wel bleef het volledig voorwaardelijk opleggen van de PIJ mogelijk. Bij diezelfde wetswijziging werd ook het voorwaardelijk opleggen van de GBM uit de wet gehaald.
Een voorwaardelijke veroordeling houdt in dat de veroordeelde zich gedurende de proeftijd aan de algemene en bijzondere voorwaarden dient te houden. De regeling van de voorwaardelijke veroordeling is opgenomen in de artikelen 77x tot en met 77dd Sr. Daarin staat dat de jeugddetentie, taakstraf, geldboete en ontzegging van de bevoegdheid motorrijtuigen te besturen geheel of gedeeltelijk voorwaardelijk kunnen worden opgelegd. De PIJ-maatregel kan slecht in het geheel voorwaardelijk worden opgelegd. De proeftijd kan ten hoogste twee jaar duren. Zij wordt altijd onder de algemene voorwaarde opgelegd dat de veroordeelde zich voor het einde van zijn proeftijd niet schuldig maakt aan een strafbaar feit. Daarnaast kunnen ook bijzondere voorwaarden worden opgelegd. Deze bijzondere voorwaarden stonden tot 2014 in het Besluit gedragsbeïnvloeding jeugdigen, maar zijn thans in het Wetboek van Strafrecht opgenomen. Het idee was dat de rechter ze zo expliciet in zijn vonnis moest noemen, wat een einde zou maken aan de invulling van de bijzondere voorwaarden door de jeugdreclassering. De bijzondere voorwaarden bestrijken een breed scala aan mogelijkheden. Van schadevergoeding, tot een contactverbod of de verplichte opname in een zorginstelling. Daarnaast kan aan de bijzondere voorwaarden elektronisch toezicht worden verbonden. Deze voorwaarden hoeven niet de gehele periode van de proeftijd te bestrijken. Met het oog daarop heeft de Hoge Raad ook bepaald dat het, uit het oogpunt van proportionaliteit en subsidiariteit, de voorkeur verdient om bij het stellen van voorwaarden die langer duren dan zes maanden of die bijzonder intensief van aard zijn de gedragsbeïnvloedende maatregel op te leggen (in plaats van een voorwaardelijke veroordeling). De rechter die de voorwaarden heeft opgelegd is ook bevoegd om, op vordering van het OM of de verdachte, de proeftijd of de voorwaarden te wijzigingen. De rechter kan de proeftijd een maal met één jaar verlengen. Daarnaast kan hij ook nieuwe voorwaarden stellen.
Met de toezicht op de naleving van de voorwaarden is het openbaar ministerie belast. De rechter kan ook bevelen dat een gecertificeerde instelling het toezicht op de naleving moet uitoefenen en de veroordeelde moet begeleiden bij de uitvoering van de voorwaarden. Men spreekt in dit verband ook wel over de 'maatregel hulp en steun' (MHS). De Raad voor de Kinderbescherming is belast met het toezicht op de uitvoering van de reclasseringswerkzaamheden van de gecertificeerde jeugdinstelling en is bevoegd om deze aanwijzingen te geven. Als de veroordeelde zich niet aan de voorwaarden houdt, dan kan de officier van justitie de (gedeeltelijke) tenuitvoerlegging (TUL) van de voorwaardelijke sanctie vorderen. De officier moet de vordering uiterlijk drie maanden na het verstrijken van de proeftijd doen. De rechter kan de vordering dan toewijzen of gedeeltelijk toewijzen met of zonder wijziging van de voorwaarde. De rechter kan de vordering-TUL ook afwijzen, bijvoorbeeld als de overtreding van de voorwaarden onvoldoende zwaar is.

#### Jeugddetentie
De jeugddetentie is de enige vrijheidsbenemende straf in het jeugdstrafrecht. Zij kan alleen opgelegd worden in geval van veroordeling voor een misdrijf. De regeling voor de jeugddetentie is te vinden in artikel 77i tot en met 77k Sr. De duur van de jeugddetentie is afhankelijk van de leeftijd van de verdachte ten tijde van het plegen van het misdrijf. Voor de jeugdige onder de zestien jaar bedraagt zij maximaal twaalf maanden; voor alle overige jeugdigen duurt zij maximaal vierentwintig maanden. De tijd die de jeugdige in voorlopige hechtenis, verzekering of een inrichting voor klinische observatie heeft gezeten wordt van de totale duur afgetrokken. In de praktijk komt het dan, door de betrekkelijk lage maximumstraffen, regelmatig voor dat de opgelegde jeugddetentie reeds tijdens het voorarrest is uitgezeten. Voor het geval de veroordeelde tijdens de tenuitvoerlegging achttien jaar of ouder is, kan de rechter de jeugddetentie omzetten in een reguliere gevangenisstraf. De rechter is ook te allen tijde bevoegd om de jeugdige voorwaardelijk in vrijheid te stellen (VI). De regeling van de voorwaardelijke invrijheidstelling in het volwassenenstrafrecht, waarbij veroordeelden na ommekomst van twee derde van hun straf voorwaardelijk in vrijheid worden gesteld, geldt dus niet in het jeugdstrafrecht. De rechter stelt een proeftijd van ten hoogste twee jaar vast en kan tevens bijzondere voorwaarden stellen. De regeling met betrekking tot de voorwaardelijke invrijheidstelling is verder gelijk aan de voorwaardelijke veroordeling.
De jeugddetentie wordt uitgezeten in een justitiële jeugdinrichting (jji). De rechter kan advies geven over de plek van tenuitvoerlegging, maar in de praktijk speelt dit door het beperkte aantal jji's nauwelijks een rol. Voor elke jeugdige moet binnen drie weken een perspectiefplan worden opgesteld. Het plan vormt de basis voor het verblijf en de behandeling van de jeugdige. De jeugdige die twee derde van zijn straf heeft uitgezeten, en waarbij een strafrestant van minimaal drie maanden over is, komt in aanmerking voor een 'scholing- en trainingsprogramma' (STP). Het STP is een programma van scholing, werk en training onder toezicht van de jeugdreclassering buiten de inrichting voor minimaal zesentwintig uur per week. Tijdens het STP wordt geprobeerd de jeugdige nieuwe sociale vaardigheden aan te leren en leert hij weer te wennen aan het leven buiten de inrichting. Het doel is te voorkomen dat de jeugdige direct weer de fout in gaat. De jeugdige verblijft daarbij niet meer in de inrichting, maar valt nog wel onder de verantwoordelijkheid van de directeur van de inrichting. Voor de selectie wordt gekeken naar het gedrag en de motivatie van de jeugdige, de mate waarin hij met vrijheden en verantwoordelijk het kan omgaan, een aanvaardbaar verblijfsadres en de geschiktheid van de jeugdige voor een specifiek programma. De directeur vraagt dan een machtiging tot deelname aan een STP aan bij de minister. Deze beslist binnen vier weken op de aanvraag.

#### Taakstraf
De taakstraf is onder die naam in 2001 in het jeugd- en volwassenenstrafrecht als zelfstandige hoofdstraf ingevoerd. Voor die tijd stond zij bekend als de 'alternatieve sanctie' en kon de rechter haar slechts opleggen als de jeugdige daarmee instemde. De taakstraf bij jeugdigen kan uit een werkstraf alsook een leerstraf bestaan (of een combinatie van beide). Binnen het jeugdstrafrecht wordt het pedagogische karakter van de taakstraf steeds benadrukt. Door het uitvoeren van de taakstraf wordt de jeugdige met de gevolgen van zijn handelen geconfronteerd en kan men hem nieuwe normen aanleren, zonder dat een vrijheidsbenemende sanctie moet worden opgelegd. Daarnaast heeft de taakstraf ook een straffend karakter – de jeugdige verliest de beschikking over zijn vrije tijd doordat hij de straf binnen een bepaalde termijn naar behoren moet uitvoeren. Het is niet nodig dat het uitvoeren van de werk- of leerstraf zelf als leedtoevoeging wordt ervaren. Daar staat juist het opdoen van positieve ervaringen, zoals het aanleren van nieuwe vaardigheden of het herstellen van schade, voorop. De taakstraf kan behalve door de rechter in een vonnis ook door de officier van justitie in een strafbeschikking worden opgelegd (het zogenoemde 'officiersmodel'). In het officiersmodel kan zij voor niet meer dan zestig uur worden opgelegd.
Artikel 77m tot en met 77q hebben betrekking op de taakstraf. Het vonnis of de strafbeschikking vermeldt de samenstelling van de taakstraf (werkstraf, leerstraf of combinatie daarvan), de duur van de taakstraf en eventueel de aard van de te verrichten werkzaamheden of het te volgen project. De werkstraf bestaat uit het 'verrichten van onbetaalde arbeid' of het 'verrichten van arbeid tot herstel van de door het strafbare feit aangerichte schade'. Terwijl de leerstraf bestaat uit het volgen van een leerproject. De jeugdreclassering en de Raad voor de Kinderbescherming zijn belast met de opleiding van begeleiders voor de leerprojecten. Voordat zij een nieuw leerproject mogen introduceren, dient deze eerst ter goedkeuring aan het OM te worden voorgelegd. De Erkenningscommissie Justitiële Interventies beoordeelt de kwaliteit en effectiviteit van de leerprojecten en beheert een databank met erkende interventies.
Hoewel het vereiste dat de jeugdige moet instemmen met het opleggen van de taakstraf is vervallen, is zijn bereidheid tot het uitvoeren van de straf wel doorslaggevend voor de goede afloop daarvan. Daarom zal de rechter ook thans nog vragen naar de bereidheid van de jeugdige tot het uitvoeren van een taakstraf. Het beleid van het OM is erop gericht om een leerstraf te vorderen indien er bij de jeugdige 'een of meer veranderbare criminogene risicofactoren, zoals tekort aan sociale vaardigheden of agressieregulatie zijn geconstateerd'. Als deze niet aanwezig zijn zal er doorgaans alleen een werkstraf gevorderd worden. Voor het geval de taakstraf toch niet (naar behoren) wordt uitgevoerd, kan de rechter voorzien in vervangende jeugddetentie die ten minste één dag en ten hoogste vier maanden duurt. Voor twee uur taakstraf mag niet meer dan één dag vervangende jeugddetentie worden opgelegd. Sinds 1 april 2014 is het niet meer mogelijk voor de rechter om in alle gevallen een kale taakstraf op te leggen. Bij zware geweldsmisdrijven en enkele zedendelicten mag de rechter de taakstraf alleen in combinatie met een (voorwaardelijke) jeugddetentie, PIJ of gedragsbeïnvloedende maatregel opleggen. De maximale duur van de werk- of leerstraf is twee honderd uur, bij een combinatie van beide kan de taakstraf maximaal tweehonderdenveertig uur duren.
De Raad voor de Kinderbescherming is belast met de voorbereiding, ondersteuning en tenuitvoerlegging van taakstraffen en heeft daarvoor een 'Bureau Taakstraffen Minderjarigen'. Daarnaast informeert de raad het OM over de voortgang van de jeugdige bij de uitvoering van de taakstraf. De taakstraf moet in beginsel binnen zes maanden worden uitgevoerd, tenzij de sanctie meer dan honderd uur bedraagt. Dan geldt een termijn van één jaar. Als de jeugdige de taakstraf door een buiten hem liggende omstandigheid niet heeft kunnen vervullen, bijvoorbeeld door ziekte, dan kan het OM de taakstraf wijzigen. Als de jeugdige niet aan zijn taakstraf is begonnen, of deze niet naar behoren heeft uitgevoerd, vordert het OM de vervangende jeugddetentie, tenzij dit gezien de omstandigheden onbillijk zou zijn. Het deel van de taakstraf dat de jeugdige eventueel heeft uitgevoerd wordt van de vervangende jeugddetentie afgetrokken. Als de taakstraf in goede orde is voltooid krijgt de jeugdige zo spoedig mogelijk een positief afloopbericht van het OM.

#### Geldboete
De geldboete (77l Sr) is in het jeugdstrafrecht een hoofdstraf voor zowel misdrijf als overtreding. Volgens het beleid van het OM is de geldboete een passende straf voor jeugdigen die een eigen bron van inkomsten hebben of die geacht worden zelf het bedrag voor de boete te kunnen verdienen en waarbij geen vermoeden aanwezig is van een achterliggende problematiek. Het minimum van de geldboete voor jeugdigen is drie euro, het maximum is een geldboete van de tweede categorie. Sinds 1 januari 2016 komt dit neer op een maximumboete van € 4.100. Doordat de bijzondere strafmaxima van de verschillende delicten niet in het jeugdstrafrecht gelden, betekent dit dat de jeugdige in enkele gevallen een hogere boete opgelegd kan worden dan volwassenen. Op straatschenderij staat bijvoorbeeld een maximumboete van de eerste categorie (per 1 januari 2016 € 410). De boete kan in gedeelten betaald worden en in afwijking van het volwassenenstrafrecht is de rechter geheel vrij in het bepalen van de hoogte van de termijnbedragen. Bij het vaststellen van de hoogte dient de rechter rekening te houden met de tijd die de jeugdige in verzekering, voorlopige hechtenis of een psychiatrisch ziekenhuis heeft doorgebracht, door het bedrag van de boete evenredig te verminderen. Als vuistregel geldt dat de boete met € 50 wordt verminderd voor elke dag die in hechtenis is doorgebracht.
De rechter kan in zijn vonnis opnemen dat bij niet volledige betaling vervangende jeugddetentie wordt toegepast. Als de rechter geen voorziening heeft getroffen in zijn uitspraak, dan kan het OM een vordering tot vervangende hechtenis indienen. De veroordeelde jeugdigen kan de rechter verzoeken om in de plaats daarvan een taakstraf op te leggen. Daarnaast is de rechter te allen tijde bevoegd om, in afwijking van het volwassenenstrafrecht, de duur van de vervangende jeugddetentie te wijzigen. De rechter bepaalt de duur van de vervangende jeugddetentie in zijn uitspraak, zij duurt minimaal één dag en maximaal drie maanden. Voor elke € 15 aan boete mag maximaal één dag worden opgelegd. In de praktijk hanteren rechters één dag vervangende jeugddetentie per € 50. Als een deel van de geldboete al betaald is, neemt de vervangende jeugddetentie in gelijke mate af. Bij het geheel voldoen van het boetebedrag, ook indien dit te laat geschiedt vervalt de vervangende jeugddetentie. Als de jeugdige bij tenuitvoerlegging reeds achttien jaar is geworden kan de vervangende jeugddetentie omgezet worden in vervangende hechtenis. Deze wordt niet in een justitiële jeugdinrichting uitgezeten, maar in een huis van bewaring.

#### Bijkomende straffen
De verbeurdverklaring en de ontzegging van de bevoegdheid motorrijtuigen te besturen zijn de bijkomende straffen in het jeugdstrafrecht. Zij kunnen zowel afzonderlijk als in combinatie met een hoofdstraf of andere bijkomende straf worden opgelegd. De regeling van de verbeurdverklaring is gelijk aan die van het sanctierecht voor volwassenen. Bij de verbeurdverklaring raakt de jeugdige de eigendom over een bepaald in beslag genomen voorwerp of vermogensbestandsdeel kwijt. De ontzegging van de bevoegdheid motorrijtuigen te besturen kan slechts opgelegd worden bij overtreding van de Wegenverkeerswet 1994 of wegens onverzekerd rijden als bedoeld in de Wet aansprakelijkheidsverzekering motorrijtuigen.

#### Plaatsing in een inrichting voor jeugdigen
Op 1 september 1995 werden de terbeschikkingstelling van de regering (jeugd-tbr) en de plaatsing in een inrichting voor bijzondere behandeling samengevoegd (pibb) in één maatregel: de plaatsing in een inrichting voor jeugdigen (PIJ). De jeugd-tbr was een vorm van hulpverlening onder dwang, waarbij de inrichting waar de jeugdige verbleef de opdracht kreeg om datgene te doen wat nodig was voor de heropvoeding van de jeugdige. De pibb was de jeugdstrafrechtelijke evenknie van de tbs voor volwassenen en was bedoeld voor de behandeling van jeugdigen die leden aan een gebrekkige ontwikkeling of ziekelijke stoornis van de geestesvermogens. De PIJ combineerde beide sporen; zowel heropvoeding van losgeslagen jeugd als behandeling van niet of verminderd toerekeningsvatbare jeugdigen. Daarnaast had de PIJ als maatregel ook een sterk beveiligingskarakter. Met de invoering van de Wet adolescentenstrafrecht op 1 april 2014 is de PIJ grondig gewijzigd: voortaan kan zij alleen nog worden opgelegd aan jeugdigen die ten tijde van het plegen van het misdrijf lijden aan een gebrekkige ontwikkeling of een ziekelijke stoornis van de geestesvermogens.
De maatregel wordt geregeld in artikel 77s tot en met 77u Sr. Daar staan ook de voorwaarden voor oplegging van de PIJ. Vereist is een gebrekkige ontwikkeling of ziekelijke stoornis. Zij kan alleen bij misdrijf worden opgelegd, en alleen indien op het feit een gevangenisstraf van ten minste vier jaar staat of indien het een van de specifiek omschreven misdrijven in artikel 77s Sr betreft, bijvoorbeeld opruiing of belaging. Daarnaast moet de maatregel geboden zijn om de veiligheid van anderen dan wel de algemene veiligheid van personen of goederen te garanderen (het beveiligingscriterium) en de maatregel moet in het belang van een zo gunstige mogelijke ontwikkeling van de jeugdige zijn (het ontwikkelingscriterium). Het gaat om cumulatieve vereisten, dus er moet aan alle vereisten voldaan zijn als de rechter de maatregel wil opleggen. Het was de bedoeling van de wetgever dat de PIJ hierdoor als laatste redmiddel zou worden gebruikt en alleen in de zwaarste gevallen. Daarnaast dient de rechter advies in te winnen bij ten minste twee gedragsdeskundigen, waarvan één psychiater, voor hij de PIJ oplegt. Als de jeugdige niet wil meewerken aan het onderzoek kan de rechter zich met andere (eerdere) rapporten en adviezen over de jeugdigen laten informeren. De rechter is niet aan de adviezen gebonden. De PIJ duurt drie jaar en eindigt na twee jaar automatisch voorwaardelijk, tenzij de maatregel tussentijds verlengd wordt. Tijdens de voorwaardelijke beëindiging wordt er verplichte nazorg aan de jeugdige geboden. De verlenging geschiedt voor maximaal twee jaar en geschiedt op vordering van het OM. Er kan alleen verlengd worden indien de PIJ is opgelegd voor een gewelds- of zedendelict en indien nog steeds aan het beveiligings- en ontwikkelingscriterium wordt voldaan. Er kan meerdere keren verlengd worden, maar de totale duur bedraagt maximaal zeven jaar, waarbij de PIJ steeds één jaar voor het einde voorwaardelijk eindigt.
Aan de voorwaardelijke beëindiging geschiedt altijd onder de algemene voorwaarde dat de jeugdige zich tot het einde van de voorwaardelijke beëindiging niet schuldig maakt aan een nieuw strafbaar feit, meehelpt aan identiteitscontroles en meewerkt met de jeugdreclassering. Daarnaast kan de rechter ook bijzondere voorwaarden met betrekking tot het gedrag opleggen. Met deze bijzondere voorwaarden blijft het mogelijk om het gedrag van de jeugdige bij te sturen. Als de jeugdige zich niet aan de aanwijzingen van de jeugdreclassering houdt kan hij (maximaal twee keer) teruggeplaatst worden. Ook kan de rechter de voorwaardelijke beëindiging verlengen tot maximaal twee jaar. Met de invoering van de Wet adolescentenstrafrecht heeft de rechter ook de ingrijpende mogelijkheid gekregen om de maatregel om te zetten in tbs voor volwassenen. Dit is mogelijk indien de PIJ is verlengd tot het maximum van zeven jaren en indien de veiligheid van anderen dan wel de algemene veiligheid de omzetting eisen.

#### Gedragsbeïnvloedende maatregel
De maatregel betreffende het gedrag van de jeugdige (gedragsbeïnvloedende maatregel, GBM) is de laatst ingevoerde telg binnen de specifieke jeugdsancties. Zij werd op 1 februari 2008 ingevoerd en is geregeld in artikel 77w tot en met 77wf Sr. De maatregel werd ingevoerd om de gevoelde leemte op te vullen tussen taakstraf en voorwaardelijke veroordeling enerzijds en de PIJ anderzijds. Zij is bedoeld voor jeugdigen die eerder veroordeeld en waarbij sprake is van (ernstige) gedragsproblemen. Er werd gekozen voor een maatregel, omdat 'de pedagogische aanpak, de behandeling van de gedragsproblematiek, het voorkomen van verder afglijden van de jeugdige en de bescherming van de samenleving' in plaats van leedtoevoeging voorop dienden te staan.' De GBM kan alleen bij misdrijf worden opgelegd en alleen indien de ernst van het begane feit of de veelvuldigheid van de begane feiten of voorafgegane veroordelingen daar aanleiding toe geven. Daarnaast moet de maatregel in het belang van een zo gunstig mogelijke ontwikkeling van de jeugdige zijn. De vereisten zijn cumulatief en moeten dus beiden aanwezig zijn voor oplegging van de maatregel. Opvallend ten opzichte van de PIJ is dat hier het beveiligingscriterium geen rol speelt en dat de GBM bij minder ernstige feiten kan worden opgelegd. Dit verschil valt mede te verklaren doordat bij de GBM geen sprake is van vrijheidsbeneming.
De rechter kan de maatregel alleen opleggen op advies van de Raad voor de Kinderbescherming dat wordt ondersteund door ten minste één gedragsdeskundige. Als de jeugdige weigert mee te werken aan het onderzoek voor dit advies is er geen regeling zoals bij de PIJ waarbij de rechter zich op een andere manier kan laten informeren. De gedachte van de wetgever hierachter was dat de jeugdige klaarblijkelijk al te ver afgegleden is en dus eerder voor de PIJ in aanmerking komt. De rechter geeft in zijn uitspraak aan waar de maatregel uit bestaat, bijvoorbeeld of de jeugdige aan een programma moet deelnemen, of dat de jeugdige zich ambulant laat behandelen. De jeugdreclassering is verantwoordelijk voor de uitvoering van het behandelprogramma. Dit programma moet zo goed mogelijk afgestemd zijn op de problematiek van de jeugdige. Ter ondersteuning van de uitvoering kan de rechter bevelen dat de jeugdige in nachtdetentie verblijft of onder elektronisch toezicht wordt gesteld. Als naast de GBM tevens een vrijheidsbenemende sanctie is opgelegd, wordt de GBM toegepast als 'begeleiding van de jeugdige bij een verantwoorde terugkeer in de samenleving'. De maatregel duurt minimaal zes maanden en maximaal een jaar en kan minimaal één keer met dezelfde periode worden verlengd. Indien de jeugdige niet meewerkt aan de maatregel kan, net als bij de geldboete en de taakstraf, vervangende jeugddetentie voor maximaal één maand worden toegepast.

#### Overige maatregelen
De onttrekking aan het verkeer, de ontneming van wederrechtelijk verkregen voordeel, de schadevergoedingsmaatregel en de vrijheidsbeperkende maatregel zijn de overige op te leggen maatregelen in het jeugdstrafrecht. Titel VIIIA kent zelf geen aparte regeling voor deze maatregelen, maar tegelijkertijd zijn de meeste commune bepalingen basis van artikel 77a niet van toepassing verklaard. Desalniettemin lijkt het de bedoeling van de wetgever te zijn geweest om deze bepalingen onverkort te laten gelden. Aangenomen wordt derhalve dat de maatregelen dezelfde strekking hebben als in het volwassenenstrafrecht. Bij de onttrekking aan het verkeer verliest de jeugdige het bezit over voorwerpen met een gemeengevaarlijk karakter. De ontnemingsmaatregel tracht het voordeel dat de jeugdige uit zijn criminele carrière heeft behaald weg te nemen en de schadevergoedingsmaatregel kan worden opgelegd om de door het slachtoffer geleden schade op voor hem eenvoudige wijze te laten vergoeden. De vrijheidsbeperkende maatregel is een vrij recente toevoeging aan het arsenaal van maatregelen en biedt de rechter de mogelijkheid tot het (apart) opleggen van een gebieds- of contactverbod, een locatiegebod of een meldplicht.

## Strafprocesrecht
Naast aparte regels van materieel strafrecht, die de (voorwaarden voor) strafbaarheid regelen, kent het jeugdstrafrecht ook bijzondere regels van strafprocesrecht – regels met betrekking tot de uitvoering en effectuering van het materieel strafrecht in een concreet geval. Zij zijn opgenomen in een eigen titel in het Wetboek van Strafvordering met het opschrift 'Strafvordering in zaken betreffende jeugdige personen'. De regels zijn van toepassing op alle jeugdigen onder de leeftijd van achttien jaar, dus ook op hen waarop middels artikel 77b Sr het volwassenensanctierecht wordt toegepast. De berechting van jongvolwassenen (achttien tot en met tweeëntwintig jaar) die in aanmerking komen voor een jeugdsanctie geschiedt niet volgens de bijzondere procesregels voor jeugdigen. Van groot belang is artikel 486 van het Wetboek van Strafvordering (Sv). Dit artikel bepaalt dat jeugdigen die voor hun twaalfde een strafbaar feit plegen niet vervolgd kunnen worden voor dit feit. De vervolging vangt in de regel aan als een rechter bij de zaak wordt betrokken. Hoewel de twaalf-minner zich niet strafrechtelijk aansprakelijk kan worden gehouden, blijft het gepleegde feit wél strafbaar. Dat betekent dat het mogelijk blijft om opsporingsbevoegdheden en dwangmiddelen toe te passen op verdachte twaalf-minners. Ook kunnen eventuele verdachten van twaalf jaar en ouder die hebben deelgenomen aan het strafbare feit wél vervolgd worden.
Veel meer dan in het volwassenenstrafrecht zijn er in het jeugdstrafrecht mogelijkheden voor de buitengerechtelijke afdoening van strafbare feiten. Het bekendste voorbeeld is hier waarschijnlijk de Halt-afdoening, maar een sepot en transactie vallen hier ook onder. Het Wetboek van Strafvordering kent diverse van het volwassenenstrafrecht afwijkende regelingen. De voornaamste zijn de verplichte bijstand van een raadsman (artikel 489 Sv), de verplicht inlichtingen omtrent de persoonlijkheid en de levensomstandigheden van de verdachte door de Raad van de Kinderbescherming (artikel 494 Sv), de verplichte verschijning van de jeugdige ter terechtzitting (artikel 495a Sv), de behandeling van de zitting achter gesloten deuren (artikel 495b Sv), en de verplichte bijwoning van de zitting door de ouders of voogd van de jeugdige (496 Sv).

### Justitieel casusoverleg, ZSM en Veiligheidshuis
In het jeugdstrafrecht vindt al sinds oudsher overleg plaats tussen de verschillende actoren over de afdoening van door jeugdige delinquenten gepleegde feiten. Met de invoering van de gespecialiseerde kinderrechter in 1922 had de officier van justitie in sommige gevallen diens toestemming nodig om af te zien van verdere vervolging. In 1954 kwam daar de Raad van de Kinderbescherming bij die mocht meebeslissen over de wenselijkheid van het wel of niet vervolgen. Dit leidde tot het zogenoemde driehoeksoverleg tussen kinderrechter, officier van justitie en Raad van de Kinderbescherming. In 1995 werd de mogelijkheid van de kinderrechter om mee te beslissen over de vervolgbeslissing geschrapt. Hiermee kwam ook een einde aan het driehoeksoverleg. Het werd in 2005 echter opgevolgd door het zogenoemde 'Justitieel Casusoverleg' (JCO). Het JCO was een overleg tussen de diverse ketenpartners in het jeugdstrafrecht: politie, justitie en de Raad voor de Kinderbescherming, en eventueel aangevuld met een vertegenwoordiger van de jeugdreclassering. De bedoeling van dit overleg was om de kwaliteit van de afdoeningsbeslissing te verbeteren, doordat direct alle relevante informatie over de verdachte bijeen wordt gebracht.
In 2012 werd het afstemmingsoverleg ZSM geïntroduceerd en werd het JCO als standaard overlegmethode vervangen. De bedoeling van de ZSM-methode is om op veelvoorkomende criminaliteit een snelle en effectieve afdoeningsbeslissing te nemen door binnen zeven dagen een vervolgbeslissing te nemen. Hiervoor werken politie en justitie samen met de reclasseringsorganisaties, de Raad voor de Kinderbescherming en Slachtofferhulp Nederland in een zogenoemd Selectie- en Coördinatiecentrum (SCC). De eerste stap van ZSM is de 'intake & selectie'. In deze stap worden de persoon- en zaakgegevens van de verdachte door politie en OM verzameld en wordt een preselectie gemaakt van zaken die voor ZSM in aanmerking komen. De politie maakt hierbij gebruik van het Preselect Recidive-model van het Landelijk Instrumentarium Jeugd (LIJ). Het LIJ is een risicotaxatie-instrument dat gebruikt wordt om gestructureerd informatie over de jeugdige te verzamelen. De Preselect Recidive bestaat uit statische gegevens die een indicatie geven over het recidiverisico van de jeugdige. Komt een zaak voor ZSM in aanmerking dan volt de tweede stap 'verzamelen informatie & adviseren', waarbij de jeugdreclassering en de Raad bij hun bekende informatie opvragen. In de derde stap 'afstemmen & beoordelen' komen de ketenpartners bij elkaar en wordt er een routerings- of afdoeningsbeslissing genomen, zoals een dagvaarding, OM-zitting, inverzekeringstelling of verwijzing naar Halt. Vervolgens volgt de vierde stap 'verwerken en beslissing & informeren', waarbij de beslissing door de ketenpartners verwerkt wordt in hun systemen en de jeugdige wordt geïnformeerd over de beslissing. Als de beslissing niet binnen zeven dagen kan worden genomen, dan wordt een JCO+-overleg ingepland. Bij complexe zaken of ketenoverschrijdende problematiek wordt de zaak (eventueel al na de preselect) verwezen naar het Veiligheidshuis. Het Veiligheidshuis is een samenwerking van diverse netwerkpartners (waaronder de gemeente, de zorgketen en justitiële partners) die samenwerken om ketenoverstijgende problematiek rond personen en/of gezinnen aan te pakken. Die aanpak is specifiek gericht op het verminderen van recidive, overlast, criminaliteit en maatschappelijke uitval.

### Buitengerechtelijke afdoening
Het Verdrag inzake de rechten van het kind spoort staten aan om maatregelen in te stellen om jeugdzaken buitengerechtelijk af te doen. Ook de door de Algemene Vergadering van de Verenigde Naties aangenomen 'Beijing Rules' adviseren staten om zo min mogelijk gebruik te maken van een gerechtelijke afdoening van jeugdstrafzaken. In Nederland wordt op grote schaal gebruikgemaakt van buitengerechtelijke methoden. In 2015 werd 26% van de jeugdstrafzaken door de rechter afgedaan, 38% werd door het OM beslist en 36% door de politie.

#### Politieafdoening
Allereerst heeft de politie de mogelijkheid om zeer lichte strafbare feiten (bagatelzaken) af te doen via een reprimande. De reprimande bestaat uit een mondelinge waarschuwing en een registratie van feit en dader in het systeem van de politie. De ouders van de jeugdige worden geïnformeerd en eventuele schade dient aan het slachtoffer vergoed te worden. Bij de beslissing om slechts een reprimande op te leggen wordt rekening gehouden met de (zeer jeugdige) leeftijd van de verdachte, de geringe gevolgen van het feit, het optreden van de ouders of school, en/of het reeds vergoed hebben van de schade. Als de jeugdige niet in aanmerking komt voor een reprimande, dan bestaat nog de mogelijkheid tot het opleggen van een politiesepot – beter bekend als de Halt-afdoening.

#### Halt-afdoening
De Halt-afdoening is voortgekomen uit een experiment in 1979 van het Rotterdamse vervoersbedrijf RET en de politie. In dit project (dat toen al de naam HALT had – afgeleid van Het ALTernatief) kregen jeugdigen die betrapt waren op vernieling of bekladding de mogelijkheid om de schade te herstellen. Na het herstellen van de schade volgde een sepot en werd afgezien van verdere strafvervolging. Andere gemeenten volgden als snel het voorbeeld van Rotterdam en begonnen ook hun eigen Halt-projecten. Omdat het wenselijk was om de gegroeide praktijk to uniformeren werd zij in 1995 van een wettelijke basis voorzien in artikel 77e van het Wetboek van Strafrecht.
De regeling strekt ertoe dat een opsporingsambtenaar een jeugdige verdachte een aanbod kan doen om deel te nemen aan een Halt-project. In ruil daarvoor wordt de zaak door de politie geseponeerd, doordat het proces-verbaal niet verzonden wordt naar de officier van justitie. De jeugdige is niet verplicht om mee te werken aan het Halt-project. Als hij weigert zal de zaak door de officier van justitie of de rechter afgedaan worden. De duur van een project is maximaal twintig uur. Nadere regels zijn opgenomen in het Besluit aanwijzing Halt-feiten. Daarin staan onder andere de strafbare feiten opgesomd waarvoor een Halt-aanbod kan worden gedaan. Het betreft openlijke geweldpleging tegen goederen (artikel 141 Sr), misbruik van alarmnummers (artikel 142 lid 2 Sr), diefstal (in vereniging) en verduistering (artikel 310, 311 en 321 Sr), (schuld)heling (artikel 416 en 417bis Sr), oplichting (artikel 326 Sr), vernieling (artikel 350 Sr), straatschenderij (artikel 424 Sr), openbare dronkenschap (artikel 453 Sr), het betreden van een besloten erf (artikel 461 Sr), verstoring van de openbare orde in het openbaar vervoer (artikel 72 en 73 Wp2000), vroegtijdig afsteken van vuurwerk (art. 1.2.2, 1.24 en 2.3.6 VWB), overtredingen van de algemeen plaatselijke verordening, en schoolverzuim (artikel 4c LPW). Daarnaast kan een Halt-maatregel aangeboden worden als er sprake is van overlast veroorzakend gedrag van geringe ernst. Als de jeugdige naar behoren heeft deelgenomen aan het project, dan vervalt het recht tot strafvervolging, tenzij het gerechtshof na een succesvolle beklagprocedure van een benadeelde alsnog de vervolging beveelt. In dat geval zal de rechter bij de straf rekening houden met het reeds uitgevoerde project. Als de Halt-afdoening positief wordt afgesloten dan wordt er geen aantekening gemaakt in de justitiële documentatie van de jeugdige. Bij een negatieve afloop krijgt de jeugdige één waarschuwing om alsnog deel te nemen aan het project. Als hij ook dan het project niet naar behoren afrondt wordt het proces-verbaal alsnog aan de officier van justitie verzonden.
Het OM heeft de bevoegdheid tot het doen van een Halt-aanbod in haar beleidsregels nader ingevuld. Een jeugdige komt in aanmerking voor Halt als hij voor de eerste keer in aanraking komt met justitie. Daarnaast moet hij een volledige bekentenis afleggen én er moet ook voldoende bewijs aanwezig zijn dat de jeugdige het feit gepleegd heeft. Ter zake van overtredingen kan in beginsel twee keer worden doorverwezen naar Halt. Voor schoolverzuim geldt echter maximaal één verwijzing. Voor misdrijven geldt in beginsel dat Halt maar één keer wordt aangeboden. Bij recidive dient toestemming aan de officier van justitie gevraagd te worden. In geen enkel geval wordt de Halt-afdoening meer dan drie keer aangeboden.

#### Buitengerechtelijke afdoening door de officier
De officier van justitie heeft diverse mogelijkheden om een jeugdstrafzaak buitengerechtelijk af te doen, namelijk via een strafbeschikking, transactie, technisch sepot of (on)voorwaardelijk beleidssepot. Een technisch sepot is een kennisgeving van de officier van justitie dat er onvoldoende bewijs is om de jeugdige te veroordelen. Zij wordt gegeven onder de algemene voorwaarde dat het OM alsnog kan vervolgen indien er nieuwe feiten en omstandigheden aan het licht komen waaruit de schuld van de verdachte blijkt. Het beleidssepot ontleend de officier van justitie aan het opportuniteitsbeginsel in artikel 167 Sv. Waardoor de officier van justitie op grond van het algemeen belang kan afzien van strafvervolging. Het beleidssepot kan zowel voorwaardelijk als onvoorwaardelijk worden opgelegd. Het OM kiest voor een beleidssepot als er voor de eerste of tweede keer sprake is van een licht vergrijp en er bij de jeugdige geen sprake is van een achterliggende problematiek. Daarbij kan bijvoorbeeld als voorwaarde woorden gesteld dat de jeugdige de schade van het slachtoffer vergoed.

#### Transactie en strafbeschikking
De mogelijkheid tot het opleggen van een transactie werd in 1995 ingevoerd in artikel 77f (oud) Sr. Middels een OM-zitting doet de officier van justitie de jeugdige verdachte een aanbod om verdere strafvervolging te voorkomen. Deze schikking kan bestaan uit het betalen van een geldboete (maximaal de tweede categorie) of het uitvoeren van onbetaalde arbeid of arbeid tot herstel of het volgen van een leerproject voor maximaal veertig uur. Men spreekt in dit laatste geval informeel van 'taakstraf naar officiersmodel'. Daarnaast kan de officier als voorwaarde stellen dat de jeugdige zich aan de aanwijzingen van de jeugdreclassering houdt. Met de invoering van de strafbeschikking in het jeugdstrafrecht is artikel 77f in 2008 gewijzigd. De wet biedt sindsdien geen specifieke jeugdvoorziening meer voor het aanbieden van een transactie. Desalniettemin wordt er op de OM-zitting nog steeds gebruik gemaakt van de transactie. De regeling van de transactie in het commune strafrecht (artikel 74 Sr) wordt niet in het jeugdstrafrecht uitgesloten, waardoor deze – nu de wet geen specifieke jeugdregeling meer heeft – ook bij jeugdigen kan worden toegepast. Anderen beargumenteren daarentegen dat op de transactie voor jeugdigen nog steeds de regels van 77f (oud) van toepassing zijn, hoewel zij dus niet meer in de wet staan. De strafbeschikking is in 2008 ingevoerd in artikel 77f Sr. De strafbeschikking is, in tegenstelling tot de transactie, geen aanbod. De officier van justitie geeft de jeugdige 'aanwijzingen'. Deze aanwijzingen kunnen bestaan uit de maatregel hulp en steun bij de jeugdreclassering voor ten hoogste zes maanden. Daarnaast kan de officier van justitie een taakstraf opleggen van ten hoogste zestig uur.
Voor het uitvaardigen van een strafbeschikking, of het doen van een transactieaanbod, nodigt de officier de jeugdige en zijn ouders uit op een zogenoemde OM-zitting. Daar worden het delict en de persoonlijke omstandigheden van de jeugdige besproken. De jeugdige heeft recht op een toegevoegde raadsman, tenzij de transactie/strafbeschikking de € 115 of twintig uur taakstraf niet te boven gaat. Aan het eind van de zitting volgt het aanbod van de transactie/de uitvaardiging van de strafbeschikking. Het verschil tussen beide is dat de jeugdige het aanbod tot een transactie moet accepteren, de strafbeschikking is niet afhankelijk van de instemming van de verdachte. Als de jeugdige zich niet in de beschikking kan vinden moet hij in verzet gaan. Anders wordt de beschikking definitief. Zowel een aangenomen transactie als een definitieve strafbeschikking wordt in de justitiële documentatie opgenomen.